# Арканзас-Сити (Канзас)
Арканзас-Сити (англ.  Arkansas City) — город в округе  Каули  в штате Канзас США.

## Описание
Находится в южном Канзасе. Расположен недалеко от слияния рек Арканзас и Уолнат. Основанный в 1870 году, он последовательно назывался Уолнат-Сити, Адельфи и Кресвелл; нынешнее название было принято при объединении города в 1872 году. Это было отправное место для поселения чероки-стрипа в 1893 году на Индейской территории (ныне Оклахома), а Музей земельной лихорадки чероки-стрипа находится в 3 км к югу от города..

## Население
| 2010   | 2020    |
| ------ | ------- |
| 12 415 | ↘11 974 |